# Valea Mare (Cigher)
El Valea Mare es un afluente izquierdo del río Cigher en Rumania. Desemboca en el Cigher cerca de Chier. Su longitud es de 21 km y el tamaño de su cuenca es de 116 km².